# Exomilus
Exomilus là một chi ốc biển, là động vật thân mềm chân bụng sống ở biển trong họ Conidae.

## Các loài
Các loài thuộc chi Exomilus bao gồm:
- Exomilus anxia (Hedley, 1909)[2]
- Exomilus cancellata (Beddome, 1883)[3]
- Exomilus cylindricus Laseron, 1954[4]
- Exomilus dyscritos (Verco, 1906)[5]
- Exomilus lutaria (Hedley, 1907)[6]
- Exomilus pentagonalis (Verco, 1896)[7]
- Exomilus telescopialis (Verco, 1896)[8]